# Fort Machault

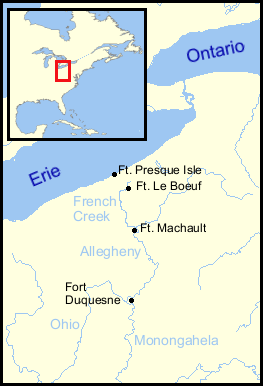
Carte des forts français au Sud du lac Erié

Le fort Machault est un fort français construit au XVIIIe siècle en Nouvelle-France dans le Pays des Illinois.

## Histoire
En 1753, le gouverneur du Canada décide la construction de poste de traite fortifié à la confluence de la rivière Allegheny et du ruisseau des Français ou French Creek. L'officier Louis-Thomas Chabert de Joncaire établit un premier fortin dénommé "Fort d'Anjou". Il est remplacé l'année suivante par l'officier Michel Maray de La Chauvignerie.
En 1754, Michel Maray de La Chauvignerie fait bâtir le fort Marchault au même endroit, près du lac Érié. Il était situé près de la ville actuelle de Franklin, le siège du comté de Venango, situé en Pennsylvanie, aux États-Unis.
Le fort fut édifié sur une colline dominant la confluence de la rivière Allegheny et du ruisseau des Français ou French Creek.
Le fort fut nommé fort Machault en l'honneur de Jean-Baptiste de Machault d'Arnouville, comte d'Arnouville, conseiller au Parlement de Paris et président du grand Conseil à Paris.
Ce fort faisait partie d'une ligne de défense de la Nouvelle-France au sud des Grands Lacs, comprenant d'autres forts français : fort de la Presqu'île, fort Le Boeuf, et fort Duquesne.
Les quatre angles de ce fort étaient constitués de bastions de quatre mètres de hauteur. Le fort comprenait un magasin, plusieurs bâtiments d'officiers de deux étages avec des cheminées en pierre. Les troupes étaient cantonnées dans 45 baraquements situés à l'extérieur du fort.
Le 28 mai 1754, débute la guerre de Sept Ans avec la bataille de Jumonville Glen.
Avec la prise du fort Duquesne par les Anglais en 1758, les troupes françaises commandées par l'officier François-Marie Le Marchand de Lignery, se replient vers le fort Machault.
En août 1759, face au succès des forces anglaises, les troupes françaises doivent abandonner le fort Machault, qu'ils incendient avant de partir.
En 1763, lors de la Rébellion de Pontiac, le grand chef amérindien Pontiac en personne, allié des Français, investit le fort Machault rebaptisé Fort Venango, avec un millier d'Outaouais ou Métis, ainsi que les autres forts français de la région, fort Duquesne et fort Le Bœuf.